# القاهرة بغداد (فلم)
القاهرة بغداد فيلم سينمائي يعتبر أول إنتاج عراقي مصري مشترك تم إنجازه بالتعاون مع شركة اتحاد الفنيين المصرية . بدأ تصوير المناظر الداخلية لهُ في صيف 1946 . تم عرض الفيلم في دارين للعرض السينمائي كان هما سينما الحمراء وسينما الارضروملي ولإقبال الجمهور الشديد تم عرض الفيلم بنسخة ثالثة منه بسينما النصر في البتاوين حتى يتسنى لأكبر عدد من المتفرجين مشاهدة الفنانين العراقيين في أول لقاء سينمائي مع الفنانين المصريين . لكن الفيلم الآن يعتبر من مفقودات السينما.

## قصة الفيلم
شاب عراقي يتم اتهامه في قتل عمه وتجتمع الأدلة ضده، يفر هارباً إلى القاهرة إلى صديق له يأويه وحيث أن الشاب العراقي يعمل كاتباً، فيظل على عمله في مكاتبة الصحف والمجلات باسم صديقه ثم كان لصديقه ابنة جميلة ظلت ترعاه حتى وقع في حبها وكذلك هي فطلب زواجها من صديقه الذي يعرف سره. يوافق الصديق أن يتزوج الشاب العراقي من البنت المصرية وتتوالى الأحداث وينكشف أمر قاتل عمه ويعترف ليرسل صديق عراقي إلى الشاب في القاهرة ليعلمه بما تم في قضيته وقد برأت ساحته فيقرر الشاب العراقي العودة إلى وطنه صاحباً زوجته وابنة الصديق الوفى الذي قام برعايته في القاهرة .

## الممثلون
- سلمان الجوهر
- إبراهيم جلال
- بشارة واكيم
- مديحة يسري
- حقي الشبلي
- ثريا فخري
- عفيفة إسكندر
- رياض القصبجي
- عبد العزيز خليل

## روابط خارجية
- مقالات تستعمل روابط فنية بلا صلة مع ويكي بيانات